# Donacoscaptes poliella
Donacoscaptes poliella là một loài bướm đêm trong họ Crambidae.